# Distretto di Hailing
Il distretto di Hailing (海陵区S, Hǎilíng QūP) è un distretto della Cina, situato nella provincia di Jiangsu e amministrato dalla prefettura di Taizhou.